# コンピュータシステム研究所
株式会社コンピュータシステム研究所（コンピュータシステムけんきゅうじょ、英: Computer System Technology Co., Ltd.）は宮城県仙台市に本社を置く、土木・建築・運輸関係のソフトウェアを開発販売している企業である。

## 沿革
- 1986年 「株式会社コンピュータシステム研究所」（CST）を設立。
- 1989年 土木積算システムの販売サポートを開始。
- 1995年 「株式会社システム総研」（TST）を設立。
- 2002年 テクノビジョン株式会社と業務契約。
- 2005年 「株式会社システム総研」（TST）と会社合併。
- 2007年 「カシオ情報機器株式会社」と土木積算システムソリューション業務で提携。
- 2008年 介護福祉分野に向けて「eサポート事業部」を設立。
- 2009年 「株式会社アビグローバル」の全株式を取得し子会社化。
- 2010年 「株式会社アビグローバル」から福祉ソフトウェア事業を譲渡。
- 2013年 エヌ･ディーソフトウェア株式会社へ福祉ソフトウェア事業を譲渡。

## 主な製品
- 土木関連製品
  - ATLUS REAL
  - Saviour2nd Edition
  - MARS2
  - E-HELiOS
- 建築関連製品
  - JDraf2016
  - ALTA
  - 建築Vision

## 関連事項
- CAD